# Antonio Braga
Antonio Braga, nome d'arte di Antonio Braca (Napoli, 22 gennaio 1929 – Napoli, 26 maggio 2009), è stato un compositore, critico musicale e giornalista italiano.

## Biografia
Originario di San Bartolomeo in Galdo (Benevento), Antonio Braga nacque a Napoli da Liberato Braca imprenditore e proprietario terriero, e dalla professoressa di lettere classiche Teresa Rossi di origine veneta.
Figlio unico e orfano di padre in tenera età, si trasferì con la madre a Napoli ove si diplomò in Pianoforte e Composizione al Conservatorio San Pietro a Majella sotto la guida di insigni maestri quali Vitale, Savasta, Longo e Napoli, e successivamente si laureò con lode in Lettere e Filosofia con una tesi intitolata Musica e i musicisti delle corti italiane del Rinascimento, relatore Ernesto Pontieri, che fu data alle stampe dall'Accademia Pontaniana.
Nel 1953 si iscrisse all'Ordine dei Giornalisti ed iniziò una lunga collaborazione durata fino alla morte con varie testate:  fu infatti critico musicale dell'«Osservatore Romano», e scrisse inoltre per vari quotidiani nazionali tra cui «Il Corriere di Napoli», «La Tribuna», «Il Giornale» e  «Il Roma»
Trasferitosi per un anno in Francia, a Parigi, si perfezionò dal 1954 con maestri come River, Milhaud e Messiaen e qui, ove visse fino al 1959, si dedicò alla traduzione di alcune commedie di Scarpetta e di Eduardo De Filippo in francese (Miseria e nobiltà, Questi fantasmi, Non ti pago!) e ne scrisse le musiche per la loro rappresentazione in una lunga tournée con cinquecento repliche anche in Belgio, Scandinavia, Africa francofona e Canada.
Dalla fine degli anni Cinquanta visse per un anno a San Francisco ricevendone la cittadinanza onoraria (1961) e tenendovi corsi e conferenze anche su incarico del Ministero degli Esteri italiano. 
Tornato in Italia fissò residenza a Napoli insegnando Storia ed Estetica della Musica presso il  Conservatorio San Pietro a Majella ma anche all'Accademia di Santa Cecilia a Roma, dirigendo inoltre la biblioteca del Conservatorio di Bologna (1964) e di Bari (1965) e insegnando altresì presso le università di Lecce e Cassino. 
Nel 1966 fu chiamato alla direzione artistica del Teatro dell'Opera di Roma in veste di collaboratore e qui, tra l'altro, revisionò e trascrisse la partitura dell'Alzira di Giuseppe Verdi. 
Visse lungamente e periodicamente anche ad Haiti e Santo Domingo ove tra l'altro scrisse e rappresentò lo spettacolo Musiche e colori di Napoli ed organizzò inoltre il dipartimento di Composizione del locale Conservatorio.
Negli Stati Uniti ricevette nel 1992 l'incarico di comporre l'opera 1492 Epopea lirica d'America per il quinto centenario della scoperta del nuovo continente e che fu rappresentata in tutto il mondo con due cast, uno americano ed uno italiano.
Altra sua notissima opera è il San Domenico di Guzman realizzata con Giorgio Albertazzi e rappresentata con Orchestra e Coro del Teatro San Carlo di Napoli
Medaglia d'oro della Siae (1992), fu pure membro della Società Francese e della Società Internazionale di Musicologia.
Ricevette vari riconoscimenti tra cui il Premio Internazionale Vita d'Artista, il Premio Napoletanità e inoltre le onorificenze di Cavaliere dell'Ordre des Arts et des Lettres in Francia, di Grand'ufficiale dell'Ordine di Cristoforo Colombo conferita dalla Presidenza della Repubblica Dominicana a marzo 2009, e quella di Cavaliere dell'Ordine al Merito della Repubblica Italiana conferita il 2 giugno 2002 dal presidente Carlo Azeglio Ciampi.
Autore di numerosi componimenti musicali di vario genere, scrisse anche alcuni saggi tra cui: Antonio Salieri tra mito e storia, Un musicista dimenticato della Napoli ottocentesca: Vincenzo Fioravanti, Schemi aggiornati di storia della musica, Incontri tra musica e poesia, Il ritmo musicale: profilo storico, Dal pensiero alla musica, L'"eccitata" polemica tra Giulio Cesare Arresti e Maurizio Cazzati: Bologna 1659 (un documento inedito), Darius Milhaud.
Negli ultimi mesi di vita iniziò inoltre a scrivere un'autobiografia intitolata My four cities - Sinfonia biografica in quattro movimenti ma che lasciò incompiuta per sole poche pagine e che venne pubblicata postuma nel dicembre 2009.
Colpito da un male incurabile, Antonio Braga morì infatti a Napoli nella sua casa di Via Sant'Anna dei Lombardi nel pomeriggio del 26 maggio 2009 e per sua volontà fu sepolto a San Bartolomeo in Galdo nella cappella di famiglia.
Al nipote Emilio Galante, compositore e flautista, lasciò in eredità la sua biblioteca di testi e partiture, poi divenuta fondo del Conservatorio Bonporti di Trento.
Nel 2014 il Consiglio Comunale di San Bartolomeo in Galdo ha deliberato l'intitolazione del Cinema Teatro Comunale ad Antonio Braga. Suo principale biografo è il congiunto Andrea Jelardi, anch'egli giornalista e storico.

## Opere

### Balletti
- Les Abeilles a Naples (1955)
- C'è un albero a New York (1960)
- El trono de Abomè (1988)

### Musica sinfonica
- Ouverture napolitaine (1955)
- Concerto Exotique per pianoforte e orchestra (1959)
- Concerto Gitano per violoncello e orchestra (1961)
- Travel into Latins (1969)
- Hispaniola (1969)
- Suite Dominicana (1989)
- My four city (1997)
- Villanesca per orchestra d'archi (2002)
- Concerto Caribeño per viola e orchestra (2003)
- El Merengue, poema sinfonico (2008)

### Opere
- 1492 Epopea lirica d'America
- San Domenico di Guzman
- San Francesco d'Assisi

### Musica Sacra
- Biendita seas América cantata per soli e strumenti (2001)
- Missa a Nuestra Señora de la Altagracia para solo, coro y organo (2005)

### Musica da Camera
- Quartetto per archi n°1 (1960)
- Troubadouria per soprano, due chitarre e arpa (1982?)
- Quartetto per archi n°2 (1984)
- Merenguito per sette flauti (2001)
- Satyricon Tango per ensemble strumentale (2002)
- Quartetto per archi n°3 (2003)
- Sonata Tropical per flauto e pianoforte (2004)

### Musica per Pianoforte
- Minisuite Caribeña (2005)